# Pico da Neblina
Pico da Neblina là một núi ở bang Amazonas, Brasil. Đây là núi cao nhất Brasil, với độ cao 2.994 mét so với mặt nước biển.